# Grafický beton

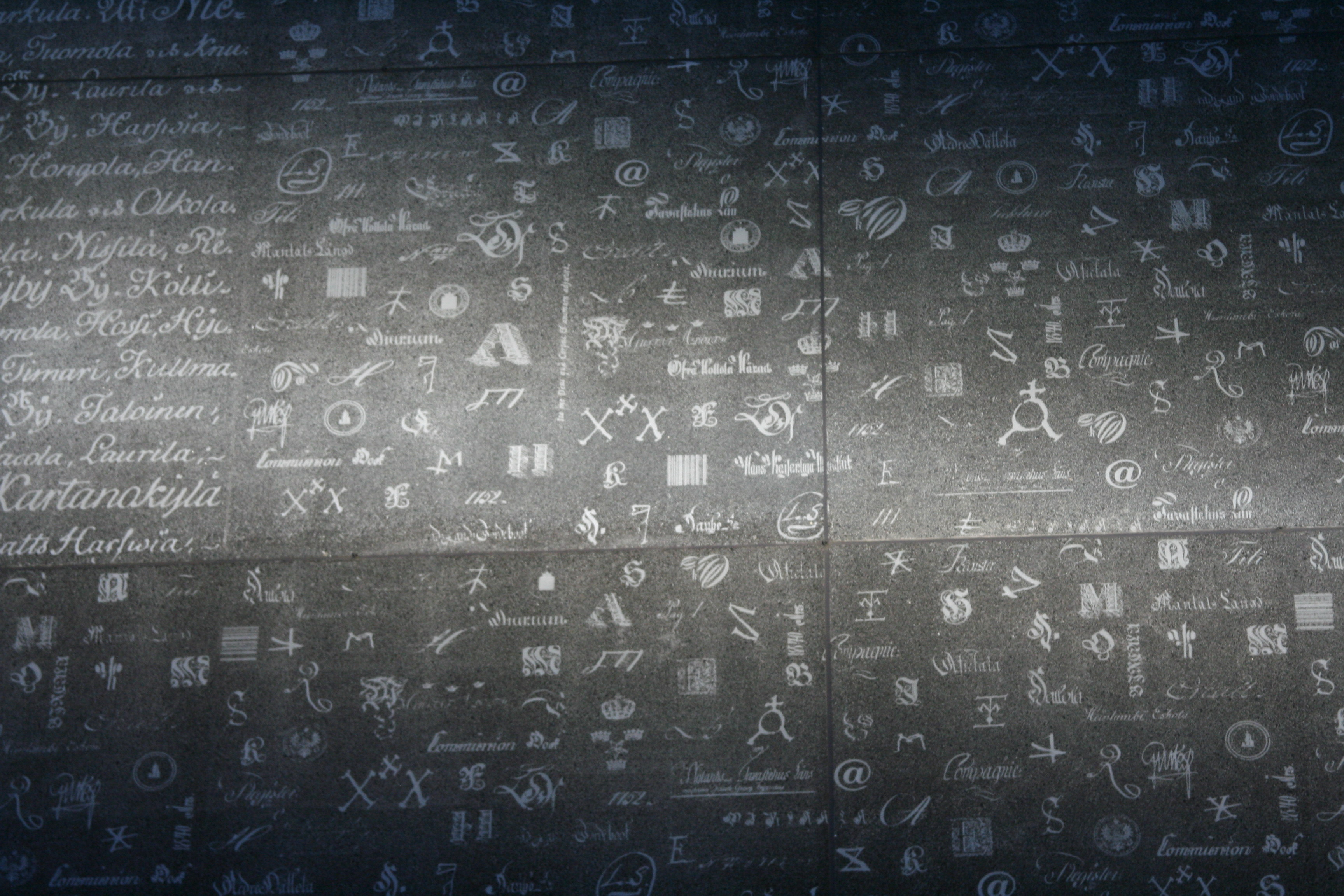
Zemský archiv v Hämeenlinně, Finsko

Grafický beton (anglicky graphic concrete, je alternativou pohledového betonu, využívající kromě barvy i vzor. Autorem patentované technologie výroby grafického betonu s využitím speciálního filmu je finský interiérový architekt Samuli Naamanka. Tato technologie výroby byla vyvinuta pouze pro prefabrikovaný beton a poskytuje široké možnosti využití při výrobě fasádních panelů, desek, protihlukových stěn ap.

## Technologie výroby
Na povrch filmu (membrány), který přijde do kontaktu s betonem se otiskne požadovaný vzor běžnou bodovou (rastrovou) metodou a místo tiskařské barvy se použije na plochy určené vzorem zpožďovač tuhnutí betonu (retardér). Po stanovené době tuhnutí (cca 24 hodin) a odstranění filmu, se vymyje cementová malta z povrchové vrstvy kameniva na plochách, kde byl aplikován zpožďovač tuhnutí.
Výsledný vzor je vytvořen kontrastem ploch zhydratovaného betonu se světlým, hladkým povrchem a ploch s nezhydratovaným cementem, na kterých po vymytí vystupuje kamenivo. Kombinací bílého nebo barevného cementu s odlišnou barvou kameniva se docílí výrazných barevných akcentů povrchu.
Jako předlohu pro grafický vzor je možno použít jakýkoli motiv, který lze přenést rastrovou metodou na povrch membrány, např. obraz, text, fotografii, ručně malovaný vzor aj. Pro účely grafického betonu je nejvhodnější použít normální nebo samozhutnitelný beton.

## Příklady realizace

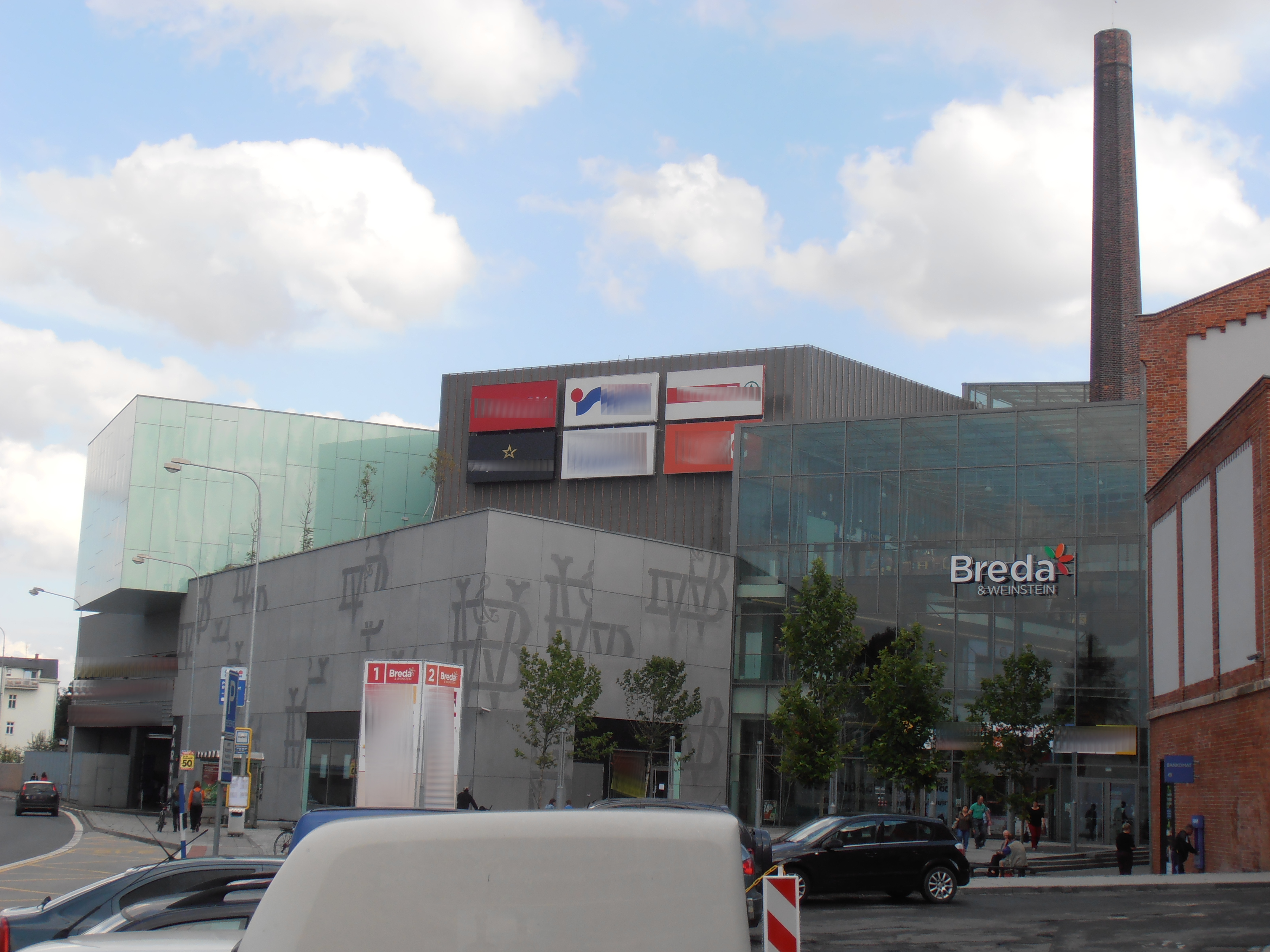
Nákupní a společenské centrum Breda & Weinstein v Opavě

### v České republice
- Bashallen Impera I – III, Hovorčovice
- Nákupní a společenské centrum Breda & Weinstein, Opava (grafický vzor byl navržen podle historického loga B&W), stavba roku 2013[2]
- Hotel Rajská zahrada, Nové Město nad Metují (grafický vzor byl inspirován historickou krajkou)

### v dalších evropských zemích
- Zemský archiv, Hämeenlinna, Finsko
- Farní centrum Hollola, Finsko
- škola Alberta Edelfelta, Porvoo, Finsko
- komplex bytových domů Zwembadsite, Lovaň, Belgie

## Galerie

Ukázky prefabrikovaných panelů z grafického betonu, škola Alberta Edelfelta, Porvoo, Finsko
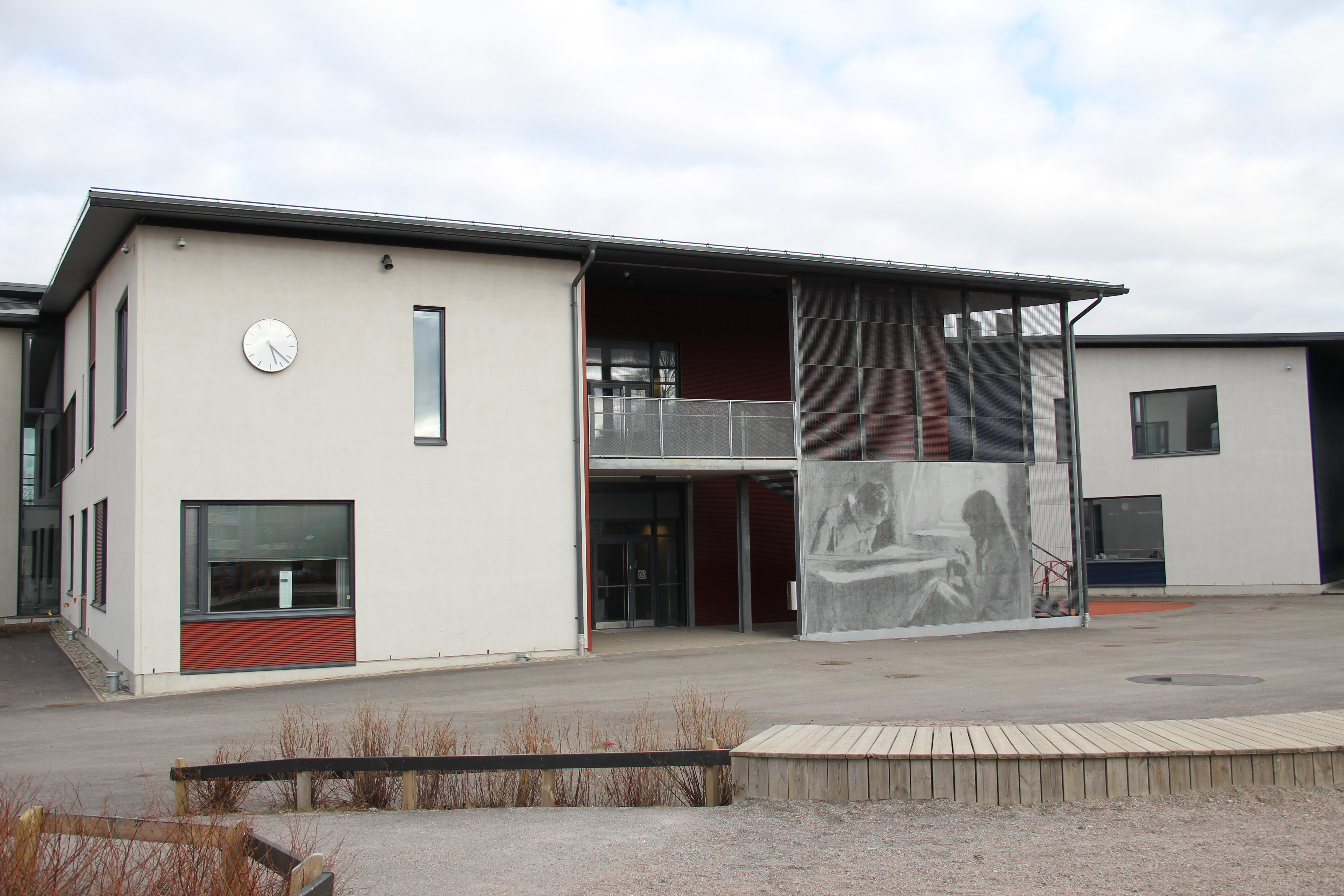
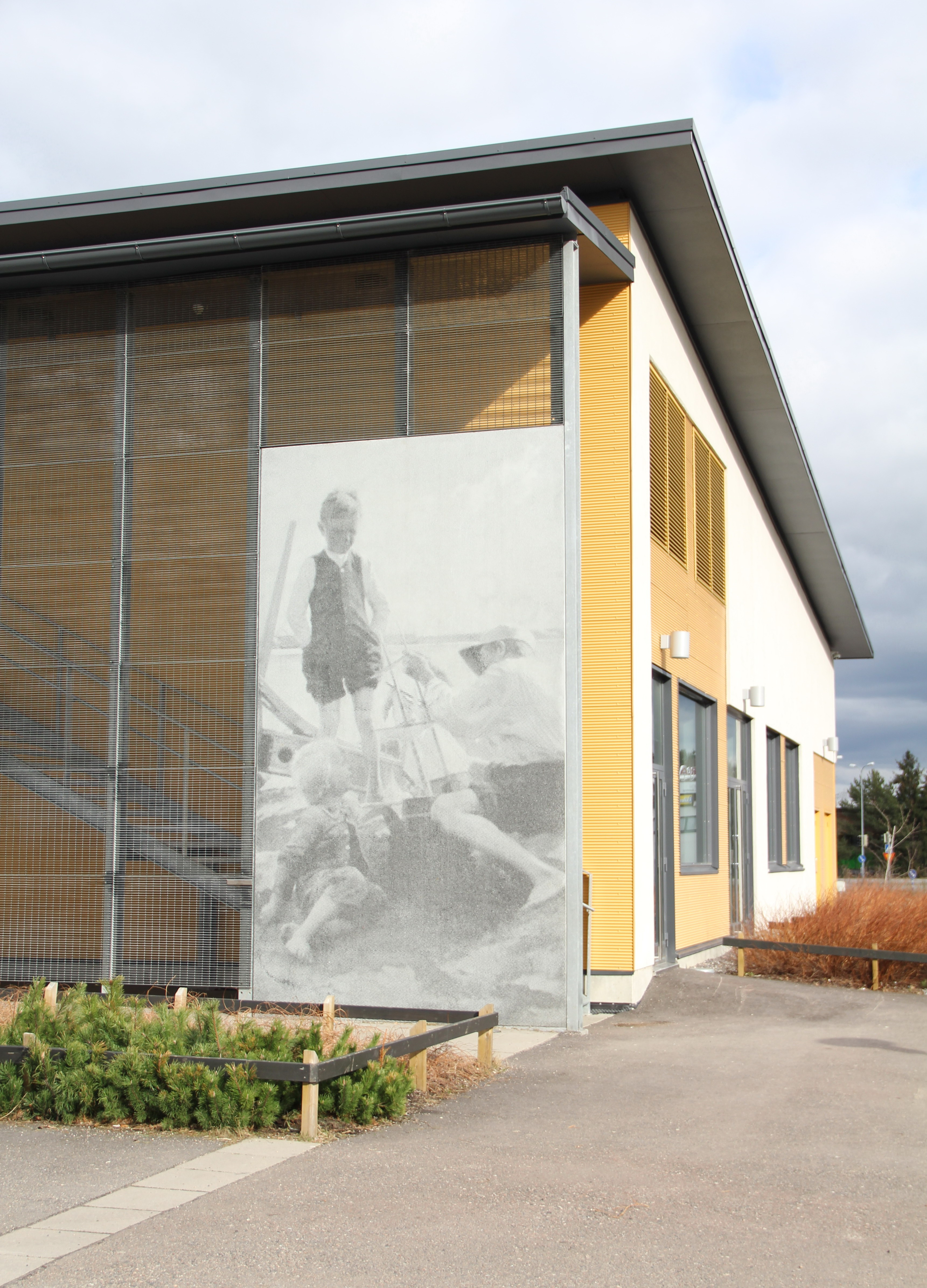
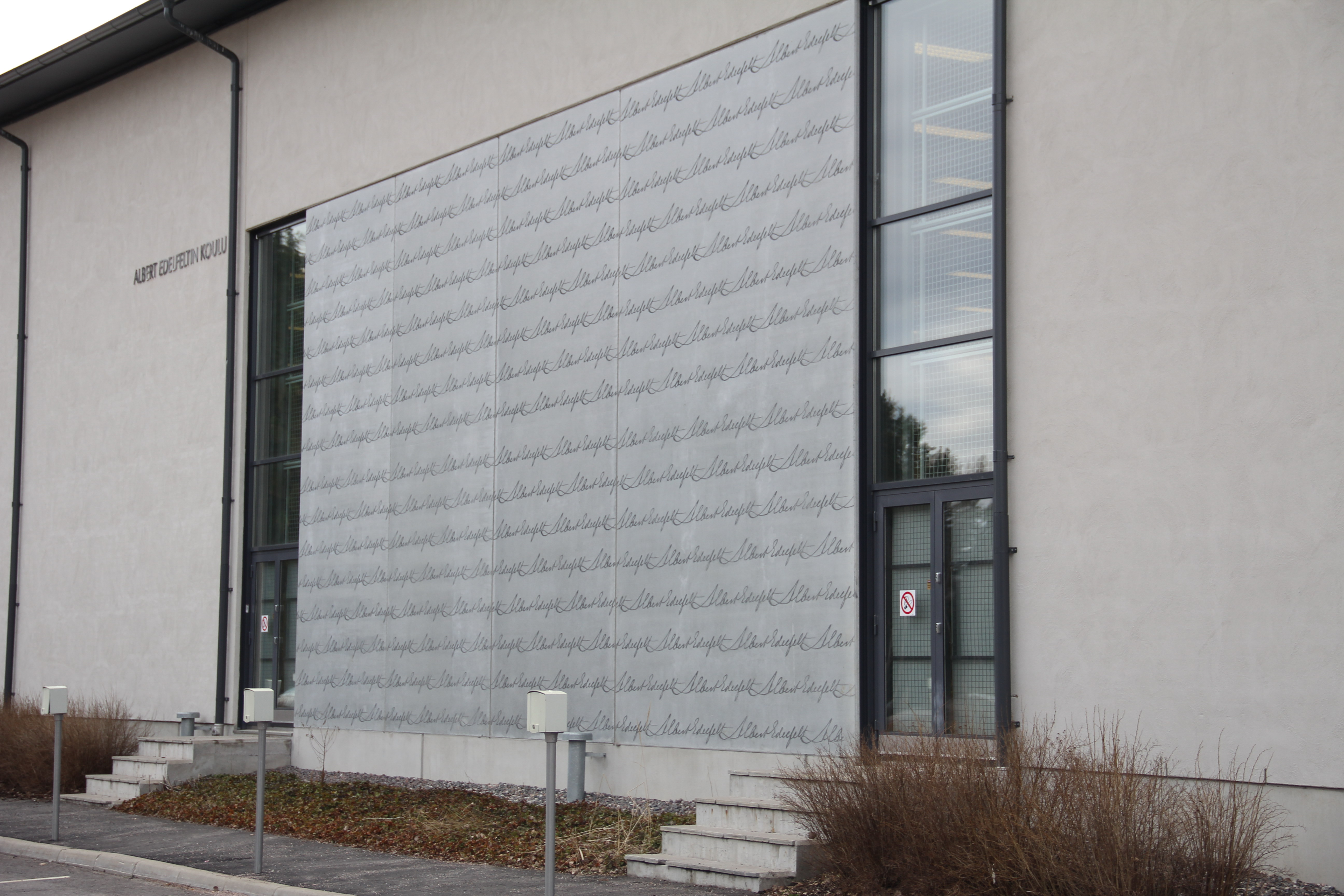